# Where Are You? (16 BIT)
Where Are You? was een single van de Duitse Synth-pop-formatie 16 BIT uit 1986.
De B-kant van de single was een instrumentale versie van het nummer. Het nummer verscheen op het album Inaxycvgtgb uit 1987.
Het nummer piekte in de Duitse hitparade op de 11 positie en verbleef er 20 weken, in de Ultratop verbleef het 3 weken en piekte het op positie 31. In de Nederlandse hitparade ten slotte verbleef het 1 week en piekte het op de 78e positie.

## Meewerkende artiesten
- Luca Anzilotti
- Michael Münzing
- Sven Väth (zang)